# 横手市ふれあいセンター

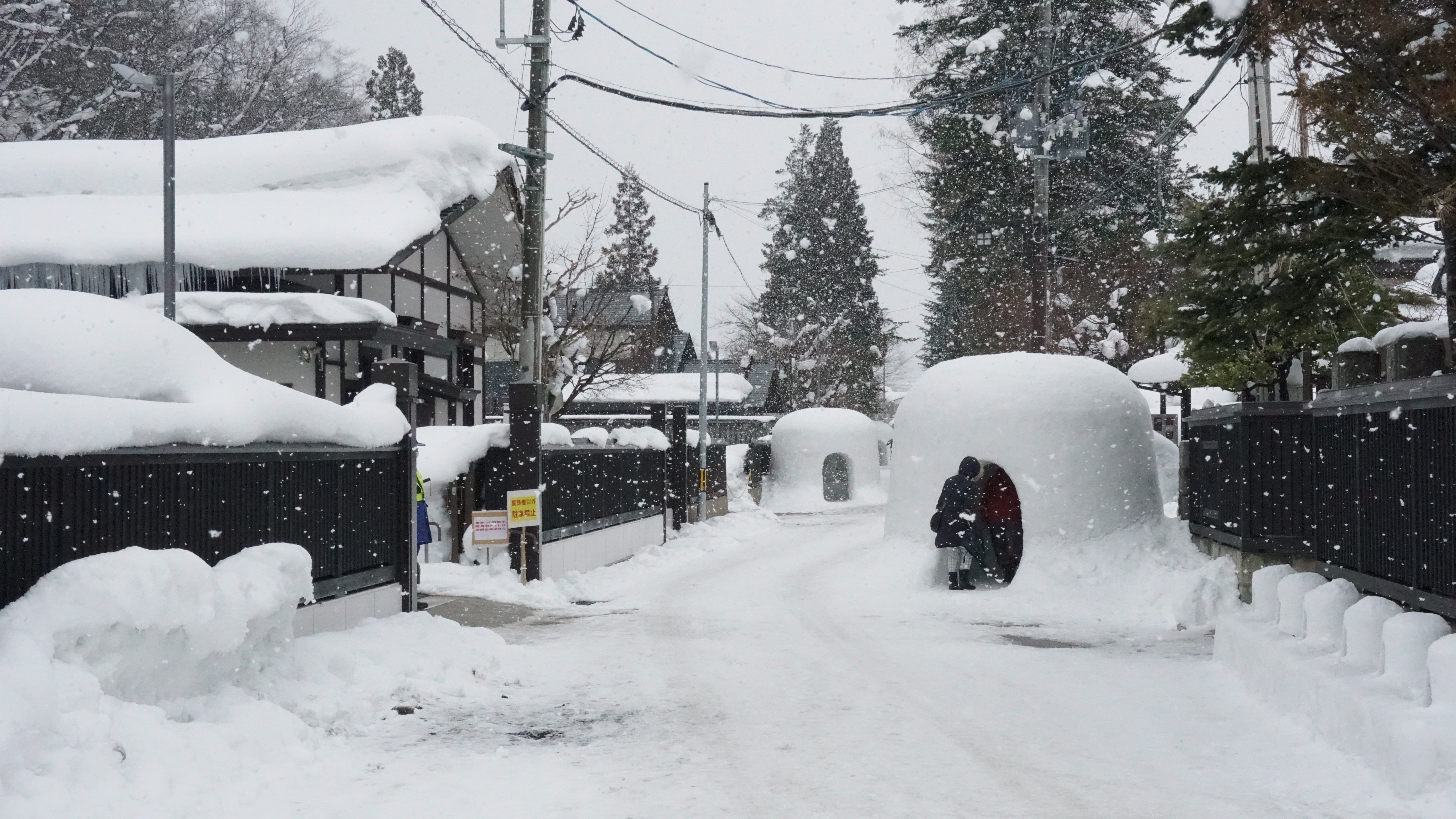
道路沿いに作られた「かまくら」の例

横手市ふれあいセンター（よこてしふれあいセンター）は、「かまくら館（かまくらかん）」と「市民広場」で構成される観光文化施設。
秋田県横手市中央町に所在。横手市役所本庁舎に隣接し、横手の伝統行事である「かまくら」に関する資料などが展示されている。かまくらは実物が展示されており、実際に中に入る体験を年中行うことができる。

## 概要
実物のかまくらは、氷点下10℃以下に保たれた「かまくら室」にあり、かまくら室の入り口には「どんぶく」（丹前）が防寒着として用意されている。かまくら室のあるファンタジックギャラリーには「映像室」があり、横手の四季を紹介する動画が放映されている。
サンルームでは、伝統行事「横手のぼんでん」のぼんでんが展示されている。
地元の特産品が販売されている売店が設置されている他、横手市観光協会の事務局が常駐しているなど、市内の観光案内施設としての役割も担っている。売店はかつて「物産展示コーナー」として特産品や民芸品、工芸品の展示を行うだけのものだった（2006年時点）。
観光施設の他、会議室や多目的ホールも利用可能である。ホールはヨーロッパの城壁をイメージしたもので、座席は346席。市内の多目的ホールは他に横手市民会館（928席）がある。
施設は1991年（平成3年）8月1日に開館。2001年（平成13年）4月1日には横手市観光協会の事務所が当館に移転、施設の管理運営を開始した。指定管理者となったのは2005年（平成17年）4月1日から。市の組織機構再編に伴い、2014年（平成26年）3月31日に教育委員会が当館から横手市役所条里南庁舎へ移転した。

## フロア構成
以下のようなフロア構成になっている。
| 階 | 施設 |
| -- | --- |
| 5  | 研修室1 - 4                                                                                                  |
| 4  | ミーティングルーム、資料保存室                                                                               |
| 3  | 多目的ホール                                                                                                 |
| 2  | 多目的ホール                                                                                                 |
| 1  | 横手市観光協会事務所・売店、ファンタジックギャラリー（かまくら室、映像室、その他展示）、サンルーム、市民広場 |

## 営業時間
- 9:00 - 17:00[2]

年末年始（12月29日 - 1月3日）は休館日となっている。入館自体は無料だが、かまくら室や展示室のあるファンタジックギャラリーは100円の入場料がかかる（中学生以下は無料）。入場の際に発行される券は、横手市観光文化施設である4館（当館・後三年合戦金沢資料館・石坂洋次郎文学記念館・横手公園展望台）共通で使用することができる。
かまくら室は、8月中旬 - 9月中旬のうち1週間程度と、2月中旬 - 下旬のうち1週間程度、かまくらのメンテナンスを行うため休止する。

## アクセス
鉄道
東日本旅客鉄道（JR東日本） 奥羽本線・北上線 横手駅から徒歩10分
自動車
E46 秋田自動車道 / E13 湯沢横手道路 横手ICから約10分
E46 秋田自動車道 横手北SICから約10分